# Licytacja (brydż)
Licytacja – w brydżu faza gry prowadząca do ustalenia kontraktu.
Licytacja rozpoczyna się bezpośrednio po rozdaniu kart. 
W czasie licytacji gracze deklarują chęć i możliwość wzięcia określonej liczby lew. 
Każda deklaracja wyrażana jest odzywką licytacyjną. 
Odzywka składa się z liczby (od 1 do 7) i miana. 
Liczba określa liczbę lew deklarowanych ponad 6 lew obowiązkowych, czyli odzywka na poziomie 1 deklaruje w sumie wzięcie 7 (6+1) lew, odzywka na poziomie 2 oznacza deklarację wzięcia 8 (6+2) lew itd. 
Miano określa kolor atutowy, który będzie obowiązywał w czasie rozgrywki.
Miana są następujące (w kolejności od najniższego rangą do najwyższego rangą): trefl (♣️), karo (♦️️), kier (♥️️), pik (♠️) oraz bez atu (BA). 
Zatem, na przykład, odzywka 3 karo (3♦️️) jest deklaracją wzięcia 9 lew, jeśli kolorem atutowym będą kara, a odzywka 6 bez atu (6BA) oznacza deklarację wzięcia 12 lew, jeśli w czasie rozgrywki nie będzie koloru atutowego. 
Najniższą odzywką w licytacji jest 1 trefl (1♣️), a najwyższą 7 bez atu (7BA).
Na licytację składa się szereg odzywek zgłaszanych kolejno przez poszczególnych graczy.
Licytację rozpoczyna rozdający, a następnie licytują inni gracze zgodnie z ruchem wskazówek zegara.
Gracze mogą licytować na dowolnym poziomie od 1 do 7 i w dowolny kolor, ale każda następna odzywka musi być wyższa od poprzedniej. 
Oznacza to, że może być dana, albo na wyższym poziomie, albo na tym samym poziomie w kolor wyższy rangą,  
Przykładowo, po 2♥️️ można zgłosić dowolną odzywkę na poziomie trzech lub wyżej, a na poziomie dwóch można zalicytować tylko 2♠️ lub 2BA, jako że te miana są wyższe rangą od kierów. 
Gracz, który chwilowo nie chce licytować mówi pas. Nie wyklucza go to z dalszej licytacji.
Licytacja kończy się, gdy po dowolnej odzywce nastąpią trzy kolejne pasy.
Ostatnia odzywka staje się kontraktem, z którego strona deklarująca musi się wywiązać biorąc zadeklarowaną liczbę lew podczas rozgrywki.
W czasie licytacji, po każdej odzywce, gracz pary przeciwnej może powiedzieć kontra, co wyraża przekonanie, że strona deklarująca nie weźmie tylu lew ile zadeklarowała.
Natomiast, gracz strony deklarującej, po kontrze przeciwnika, może powiedzieć rekontra, co jest dodatkowym zapewnieniem, że zadeklarowana liczba lew zostanie wzięta.
Każdą kontrę i ewentualnie rekontrę znosi kolejna odzywka deklarująca wzięcie lew, wyższa od ostatnio zgłoszonej.
Kontra dana na kontrakt ostateczny zwiększa karę za przegranie gry, ale także zwiększa zapis, jeśli kontrakt zostanie zrealizowany.
Rekontra jeszcze bardziej zwiększa kary za przegranie gry i powiększa zyski za zrealizowanie kontraktu (podwaja zapis z kontrą).
Jeśli na początku licytacji nastąpiły cztery pasy (nikt nie zadeklarował wzięcia lew), to rozdanie uważa się za zakończone i przechodzi się do następnego rozdania bez dokonywania zapisu dla którejkolwiek strony.
W brydżu porównawczym licytuje się używając kaset licytacyjnych (ang. bidding box). 
Każdy z graczy ma w kasecie kartoniki z oznaczeniami wszystkich możliwych odzywek i zamiast licytować wypowiadając odzywkę, wykłada przed sobą kartonik z jej symbolem. 
Ma to na celu wyeliminowanie przekazywania (zamierzonego lub niezamierzonego) informacji przy pomocy intonacji głosu.
Gracz, który jako pierwszy zadeklarował wzięcie lew  (otworzył licytacje), nazywa się otwierającym, a jego partner odpowiadającym. 
Gracz po lewej stronie otwierającego to I broniący (ang. LHO, left hand opponent), a po prawej II broniący (ang. RHO, right hand opponent).

## Systemy licytacyjne
Aby drogą licytacji ustalić kontrakt, który na pewno zostanie wygrany, gracze danej pary muszą mieć dokładne informacje o karcie posiadanej przez partnera.
Jedynymi legalnymi nośnikami informacji w trakcie licytacji są odzywki licytacyjne. 
Dlatego w nowoczesnej licytacji każda odzywka, poza tym, że jest deklaracją wzięcia lew i w dowolnym momencie potencjalnie może stać się kontraktem ostatecznym, przekazuje także pewne informacje o posiadanej karcie.
Gracze ustalają znaczenia poszczególnych odzywek jeszcze przed grą, tak aby podczas licytacji, przy ich pomocy, poinformować partnera np. o długości posiadanego koloru lub o sile honorowej karty. 
W ten sposób tworzone są całe systemy licytacyjne.
Informacja o stosowanym systemie licytacyjnym musi być ujawniona przeciwnikom. 
Przeciwnicy mogą pytać o znaczenie poszczególnych odzywek, kiedy nadejdzie ich pora licytacji. 
Partner zgłaszającego odzywkę budzącą zainteresowanie przeciwnika musi udzielić szczegółowych wyjaśnień odnośnie do jej znaczenia. 
Obecnie w Polsce najpopularniejszy jest rodzimy system Wspólny Język w różnych odmianach. 
Na świecie popularny jest amerykański SAYC. 
Często używane są też: Precision lub inne systemy opartne na silnym treflu.

## Konwencje
W tworzonych systemach licytacyjnych pewne odzywki mogą mieć znaczenie konwencyjne, czyli całkowicie umowne (sztuczne). 
Oznacza to, że w określonej sytuacji licytacyjnej dana odzywka nie jest deklaracją wzięcia lew, lecz jedynie przekazuje informacje o karcie lub jest pytaniem o konkretne informacje.
Aby taka odzywka nie stała się kontraktem ostatecznym i aby zapewnić dalszą wymianę informacji, partner licytującego odzywkę konwencyjną nie powinien po niej pasować,
Przykładem bardzo popularnej konwencji jest np. Stayman.
W nowoczesnych systemach licytacyjnych zapowiedzi kontra i rekontra także często przyjmują znaczenia konwencyjne (sztuczne), jak np. kontra wywoławcza, kontra negatywna, kontra Lightnera albo rekontra SOS.
Nawet pas doczekał się swojego znaczenia konwencyjnego w Systemach Słabych Otwarć (SSO).
Istnieje ogromna liczba konwencji brydżowych. 
Dozwolone jest stosowanie dowolnych konwencji, jednakże o ich stosowaniu należy poinformować przeciwników. 
Obecna polityka systemowa PZBS nie dopuszcza do stosowania ustaleń wysoce sztucznych tzw. konwencji brązowych w większości turniejów par. 
Można je stosować w turniejach i meczach drużynowych z tym, że ich pełny opis należy dostarczyć przeciwnikom z wyprzedzeniem.